# Samia (Name)
Samia (auch Samya, Samiya) ist ein arabischer und hebräischer Name. Der arabische Ursprung „sami“ bedeutet erhöht, erhaben, edel. Der Name bedeutet im Arabischen auch Prinzessin. Die männliche Form ist Sami, „der Erhabene“.

## Bekannte Namensträger

### Vorname
- Samia Hurst (* 1971), Schweizer Bioethikerin
- Samia Ahmed Mohamed, sudanesische Politikerin
- Samia Dauenhauer (* 1984), deutsche Schauspielerin
- Samia Djémaa, algerische Speerwerferin
- Samia Doumit (* 1975), amerikanische Schauspielerin
- Samia Gamal (1924–1994), ägyptische Bauchtänzerin und Schauspielerin
- Samia Ghali (* 1968), französische sozialistische Politikerin
- Samia Hireche, algerische Olympiateilnehmerin im Rudern 1996
- Samia Jadda, französische Schauspielerin
- Samia Mehrez (* 1955), ägyptische Literaturwissenschaftlerin und Autorin
- Samia Nkrumah (* 1960), ghanaische Politikerin (Convention People’s Party)
- Samia Sarwar (1970–1999), pakistanisches Opfer eines Ehrenmordes
- Samia Shoaib, pakistanische Schauspielerin und Filmemacherin
- Samia Smith (* 1982), englische Schauspielerin
- Samia Suluhu Hassan (* 1960), tansanische Politikerin, seit 2021 Präsidentin Tansanias
- Samia Yusuf Omar (1991–2012), somalische Sprinterin

### Familienname
- Frank Samia (* 1981), libanesischer Rugbyspieler
- Maoz Samia (* 1987), israelischer Fußballspieler
- Yassin Samia (* 1998), syrischer Fußballspieler
- Yom-Tov Samia (* 1945), israelischer General

Siehe auch:
- Samira